# 佩尼亚隆加
佩尼亚隆加是葡萄牙波尔图区的一个堂区。总面积12.2平方公里，总人口2196人，人口密度180人/平方公里。